# Gerenzone
Il Gerenzone è uno dei tre torrenti principali che attraversano la città di Lecco.

## Idrografia
Il torrente Gerenzone nasce alle pendici della Grigna meridionale, a una quota di circa 1060 m s.l.m., e si sviluppa per poco più di 8 km. La sorgente è situata nel territorio comunale di Ballabio.
Il bacino idrografico copre un'area di 9,5 km² e la sua altitudine varia tra un massimo di 1580 m s.l.m. e un minimo di 197 m (alla foce del torrente).
Il corso del Gerenzone decorre nella Val Gerenzone ed entra nel territorio del comune di Lecco a un'altitudine di circa 570 m s.l.m. A quota 514 m s.l.m. il torrente riceve l'apporto di alcune sorgenti, e il suo regime diventa da temporaneo a permanente.
Dopo aver attraversato la città di Lecco, il corso d'acqua si getta nel ramo lecchese del lago di Como.davanti alla statua di San Nicolò, alla punta della Maddalena